# Андоррско-российские отношения
Андоррско-российские отношения — дипломатические отношения между Княжеством Андорра и Российской Федерацией. Установлены 13 июня 1995 года.

## Сравнительная характеристика
|                  | Андорра                                     | Россия                           |
| ---------------- | ------------------------------------------- | -------------------------------- |
| Население        | 87 486 человек                              | 146 119 928 человек              |
| Площадь          | 468 квадратный километр                     | 17 075 400±1 квадратный километр |
| Часовой пояс     | центральноевропейское время, Europe/Andorra | UTC+2:00                         |
| Столица          | Андорра-ла-Велья                            | Москва                           |
| Форма правления  | конституционная монархия                    | смешанная республика             |
| Официальный язык | каталанский язык                            | русский язык                     |
| Основная религия | католицизм                                  | Православие                      |
| Дата основания   | 1278 год                                    | 1991 год                         |

В контексте приоритетов России в отношениях с Европой, взаимоотношения с Андоррой отстают от отношений с Испанией, которая является ее основным партнером на полуострове. С процессом сближения России и Европейского Союза начали зарождаться связи между Россией и Андоррой. Контакты между Россией и Андоррой являются недавними, поверхностными и незначительными, поскольку Андорра является небольшой малонаселенной сельской страной с небольшой экономикой. Она изолирована в Пиренейских горах и не имеет выхода к морю, расположена между Испанией и Францией (которые привлекают большую часть внимания в этой части мира).

## История
Ещё до установления официальных дипломатических отношений между Андоррой и Россией были взаимодействия. В первой половине XX века князья-соправители Андорры решали все вопросы внешних отношений на основе разделения полномочий, когда урхельский князь-соправитель решал все вопросы, связанные с Испанией, а французский князь-соправитель — отношения с Францией. В других случаях внешняя политика Андорры организовывалась либо опосредованно через контакты между Испанией и Францией, либо путем совместного принятия внутренних решений.

### Крымская война
В 1856 году британский представитель посетил Андорру. Он обсуждал текущие международные события, включая Крымскую войну, с синдиком Андорры, информируя его о войне между Россией и Францией, и то, что Англия также является воюющей стороной. Также он затронул вопрос, чтобы Андорра установила торговые отношения с другими странам.

### Первые русские в Андорре

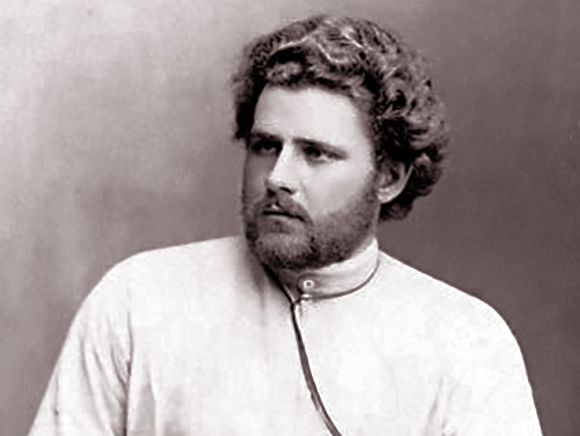
Максимилиан Александрович Волошин. русский поэт

Андорра долгое время была своего рода неизвестной территорией для России. Но в 1901 году русский поэт Максимилиан Волошин вместе со своими спутниками — Елизаветой Кругликовой, Елизаветой Николаевной, Александром Алексеевичем посетил Андорру. Волошин оставил многочисленные зарисовки и стихотворения, посвященные Андорре. Его впечатления от княжества, его природы и жителей, нашли отражение в его очерке «Андорра». Он описал свой путь через горные перевалы, встречи с местными жителями, включая синдика Андорры, а также своеобразие быта и культуры этой маленькой страны.

### Первая мировая война
Россия выступала в войне на стороне Антанты, тогда как Андорра, вопреки популярной легенде о том, что она якобы объявила войну Германии, была нейтральным государством в конфликте. Тем не менее, как минимум, трое андоррцев приняли участие в войне.

### Королевство Андорра

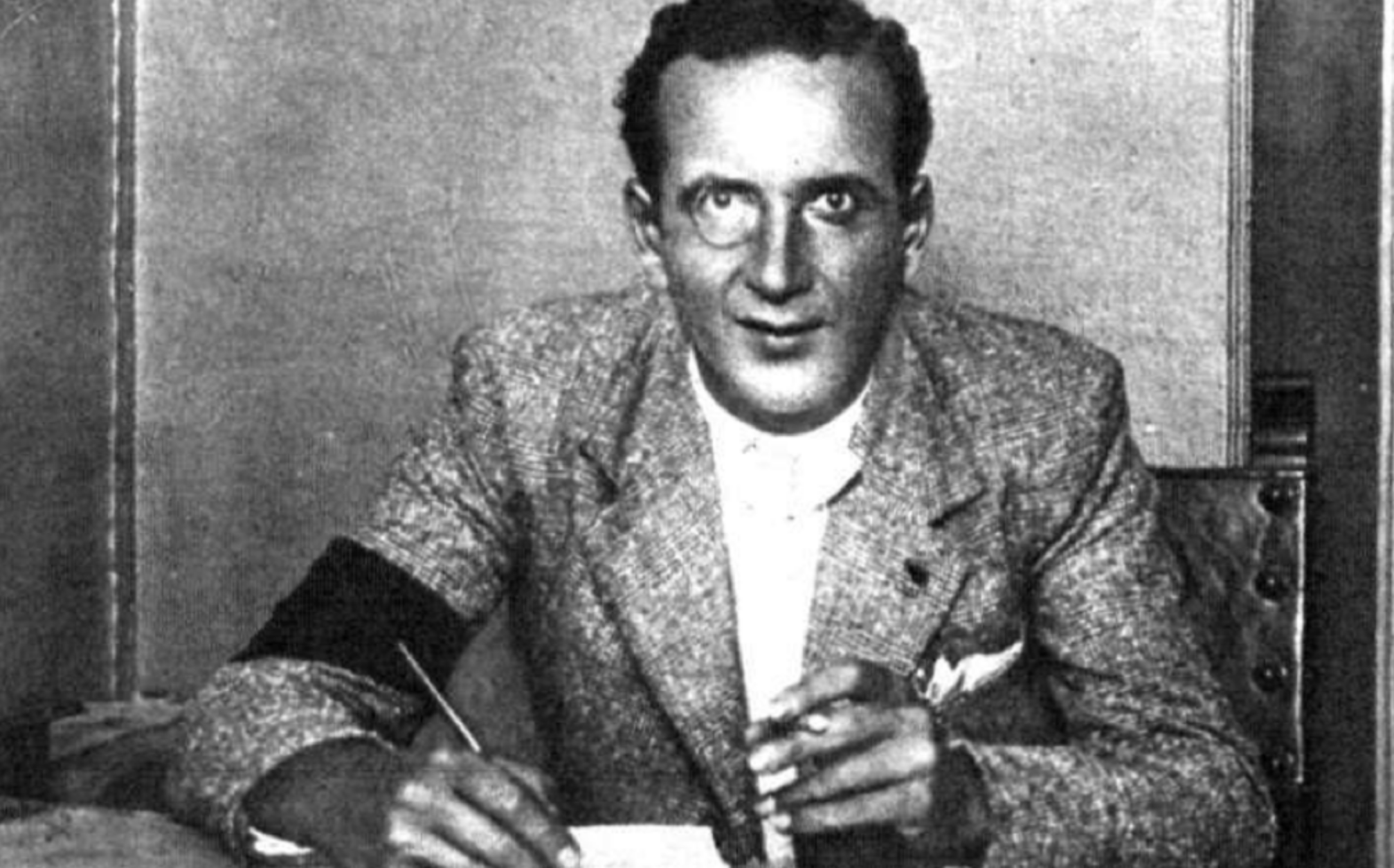
Борис Скосырев, Король Андорры

В 1934 году Борис Скосырёв, русский эмигрант, смог захватить власть в Андорре и объявил себя королём Андорры. Однако его правление было недолгим и испанские жандармы положили конец его правлению.

### Вторая мировая война
СССР с 1941 года выступал на стороне антигитлеровской коалиции, тогда как Андорра соблюдала нейтралитет в войне.
После войны Андорра объявила о замораживании всех активов подданных стран Оси на своей территории. В качестве юридического документа был использован декрет Андорры, датированный 20 декабря 1945 года и подписанный двумя князьми-сопровителями.

### Российская Федерация и Андорра

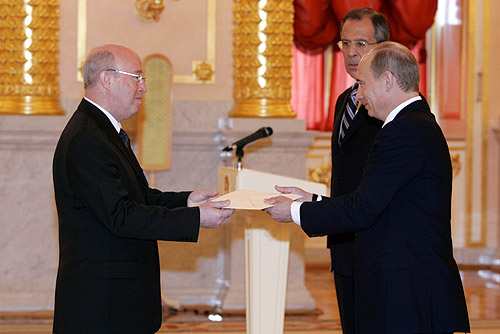
Президент России Владимир Путин в присутствии министра иностранных дел Сергея Лаврова принимает верительную грамоту посла Андорры Пере Жоан Томас Согеро.

Двусторонние дипломатические отношения были установлены с запозданием, в мае 1995 года, в результате политических и экономических реформ, которые привели к включению княжества в международное сообщество (Андорра вступила в Европейское экономическое сообщество в 1991 году и в ООН в 1993 году). Значительным событием стало открытие в Москве в 2002 году, во время визита министра туризма Андорры, агентства по продвижению туризма Андорры. При этом учитывалось растущее значение российских туристических потоков в Европе. Офис продолжал работать до 2006 года с неоднозначными результатами. Испания продолжала привлекать большую часть российского туризма на Пиренейском полуострове, в то время как Франция, Швейцария и Италия продолжали доминировать среди зимних туристических направлений. В 2003 году делегация Конституционного суда России во главе с Верховным судьей Владимиром Ярославовым посетила столицу Андорры по случаю 10-летия создания Верховного суда Андорры. С 2002 года российский Павловский Посад и андоррский Эскальдес являются городами-побратимами.
Двусторонний политический диалог оставался на минимальном уровне, с эпизодическими контактами в рамках ООН в Нью-Йорке и в рамках европейских отношений. Возможно, самым важным политическим событием стал визит министра иностранных дел, культуры и сотрудничества Андорры Жули Миновеса в Москву в апреле 2007 года по приглашению Сергея Лаврова. В ходе встречи министры иностранных дел двух стран обменялись мнениями по основным международным и региональным вопросам, уделив особое внимание отношениям ЕС и России, и договорились стимулировать двусторонний диалог в рамках европейских и международных организаций. Они также договорились развивать двустороннее взаимодействие в области туризма и культуры. В этом контексте Андорра предприняла в России стратегию по продвижению андоррского туризма.
Однако взаимные дипломатические представительства не были установлены. Посольство России в Испании продолжало параллельно заниматься отношениями с Андоррой, а княжество продолжало управлять своими отношениями с Москвой из собственной столицы и через посольство России в Мадриде. В октябре 2010 года начало работу Почетное консульство России в Андорре для оказания консульской помощи растущему числу российских туристов, которое в том году составило 20 000 человек.
Еще одним важным моментом для контактов стало проведение раунда политических консультаций между министерствами иностранных дел в столице Андорры в марте 2012 года. Российскую делегацию возглавлял заместитель министра иностранных дел Александр Грушко, а правительство Андорры решило повысить значимость встречи участием министра иностранных дел Жильбера Сабойи и главы правительства Антони Марти Пети. Были обсуждены перспективы политического диалога и экономического сотрудничества, включая возможность российских инвестиций в туристический сектор, а также состоялся обмен мнениями о подходах к российско-андоррскому сотрудничеству и взаимодействию в рамках европейских организаций, таких как Совет Европы и ОБСЕ. 
Кроме того, в феврале 2013 года в андоррской столице была проведена Неделя российской культуры в Андорре — первое мероприятие такого рода в истории двусторонних отношений, в рамках которого прошли различные фольклорные и культурные мероприятия.
По линии культурных отношений российский МИД отмечает регулярное участие пианистов из России фортепианном конкурсе «Эскальдес-Энгордани», проводимом в Андорре.

#### Вторжение России на Украину
Правительство Андорра осудило нападение России на Украину и призвало к диалогу две страны. Четыре андоррца (среди них Жорди Эскура) оказались в Украине во время войны. Андоррское министерство иностранных дел работало над их репатриацией, чтобы они присоединились к испанскому конвою в Польшу. Представительство Андорры в парламентском комитете ОБСЕ также осудило применение силы против Украины. Министр иностранных дел Мария Убах выразила «наибольшую обеспокоенность Андорры ухудшением ситуации с безопасностью в Украине» и «решительно» осудила применение силы. Она также призвала к «уважению принципов международного права, Устава Организации Объединенных Наций и Хельсинкского заключительного акта», отстаивая, что «Княжество привержено независимости, суверенитету и территориальной целостности Украины в пределах своих международно признанных границ», и считает, что «ещё не слишком поздно для дипломатии и достижения мирного, политического и устойчивого решения».
Андорра присоединилась к экономическим санкциям против России, которые включают в себя замораживание активов в стране 50 компаний и 700 человек, также поднимался вопрос гуманитарной помощи Украине.

## Русская община в Андорре
Российская диаспора в Андорре в 2016 году превысила 500 чел. На момент 2018 года в Андорре проживало 516 россиян. Примерный ежегодный прирост составляет 40-50 человек. Также существуют две российские ассоциации — «Русский дом» и «Андорра говорит по-русски».

## Туризм
Связи в области туризма активно развиваются. Андоррские туристические компании сотрудничают с российскими туроператорами по привлечению россиян в Андорру. В 2018 году ожидалось примерно 50-60 тыс. гостей из России. По числу туристов россияне удерживают третью-четвертую позиции после испанцев, французов и англичан. 
Коммерческий директор «Andorra Turisme» Жоаким Томас пояснил, что Андорра «является предпочтительным местом для россиян, потому что этот рынок находит то, что ищет: семейные туры и хорошее соотношение цены и качества». Он также подчеркнул близость таких аэропортов, как Барселона и Тулуза, так как «расстояние в три часа вполне разумно». Подсчитано, что российский зимний турист тратит около 230 евро в день и проводит около девяти дней в Андорре, в основном между январем и февралем. 

## Торговые отношения
Торговля России с Андоррой практически незаметна. Например, в рамках российской торговли за 2009 год со странами пиренейского полуострова (Андорра, Испания, Португалия) доля торговли с Андоррой составила всего лишь 0,01%. При этом торговые обмены с самого начала имели низкий объем. Слабое торговое взаимодействие напрямую вытекает из малочисленности Андорры и её ограниченной экономической значимости.
Двусторонняя торговля в 2009 году составила всего 440 000 евро, из которых 320 000 евро составлял российский экспорт и 120 000 евро — импорт.

## Дипломатические представительства
Андорра не имеет своего дипломатического представительства в России. . Российским послом в Андорре является по совместительству посол России в Испании.